# Miss Teen Internacional
Miss Teen Internacional (em português para Miss Teen International) é um concurso de beleza feminino realizado anualmente somente por misses adolescentes fundado em 1966.
A organização tem o equatoriano Rodrigo Moreira como diretor e titular da marca registrada.
A atual detentora do título internacional é a brasileira Éffora Consoli, eleita em 14 de Novembro de 2023.

## Histórico

### Vencedoras
| Ano  | Vencedora                 | País          | Local do Evento\|   |   |
| 1966 | Ewa Aulin                 | Suécia        | Hollywood           |   |
| 1967 | Alice Alfheim             | Noruega       | Hollywood           |   |
| 1968 | Jeanette McLeod           | Austrália     | Hollywood           |   |
| 1969 | Mary Louise Lewis         | Inglaterra    | Hollywood           |   |
| 1993 | Sofia Andersson           | Suécia        | San José            |   |
| 1994 | Ana Carina Góis           | Brasil        | San José            |   |
| 1995 | Kristen Hungerford        | Suécia        | San José            |   |
| 1996 | Renata Cavazzana          | Brasil        | San José            |   |
| 1997 | Katherine González        | Porto Rico    | San José            |   |
| 1998 | Vanessa Martins           | Brasil        | Cidade da Guatemala |   |
| 1999 | Carolina Raven            | Aruba         | San José            |   |
| 2000 | Mary Ann Statia           | Curaçao       | Oranjestad          |   |
| 2001 | Yara Liz Lasanta          | Porto Rico    | Willemstad          |   |
| 2002 | Fabriella Quesada         | Costa Rica    | San José            |   |
| 2003 | Teresa Rodríguez          | Costa Rica    | Ibarra              |   |
| 2004 | Lauryn Eagle              | Austrália     | San José            |   |
| 2005 | —                         | —             | —                   | — |
| 2006 | Mayra Matos               | Porto Rico    | San José            |   |
| 2007 | Jenny Quiroga             | México        | Lima                |   |
| 2008 | Isabele Sánchez           | Brasil        | San José            |   |
| 2009 | Nazareth Cascante         | Costa Rica    | San José            |   |
| 2010 | Lynette Nascimiento       | Aruba         | San José            |   |
| 2011 | Adriana Paniagua          | Nicarágua     | San José            |   |
| 2012 | Valerie Hernández         | Porto Rico    | San José            |   |
| 2013 | Isabella Novaes Menin     | Brasil        | San José            |   |
| 2014 | Ailin Adorno              | Paraguai      | Guanacaste          |   |
| 2014 | Fabiola Ortiz             | Bolivia       | Guayaquil           |   |
| 2015 | Paola Serrano             | Porto Rico    | Guayaquil           |   |
| 2016 | Camila Montenegro         | Equador       | Cidade do Panamá    |   |
| 2017 | Tanailyn Medina           | Porto Rico    | Guayaquil           |   |
| 2018 | Julia Hemza               | Brasil        | Guayaquil           |   |
| 2019 | Luciana Begazo            | Peru          | Guayaquil           |   |
| 2020 | Maria Alejandra Royo      | Panamá        | Cidade do Panamá    |   |
| 2021 | Aurora Jimenez Villalobos | México        | Guayaquil           |   |
| 2022 | Yulienke Jacobs           | África do Sul | Guayaquil           |   |
| 2023 | Éffora Consoli            | Brasil        | Guayaquil           |   |
| 2024 | Christine Carbo           | Equador       | Lima                |   |

## Galeria das Vencedoras mais recentes

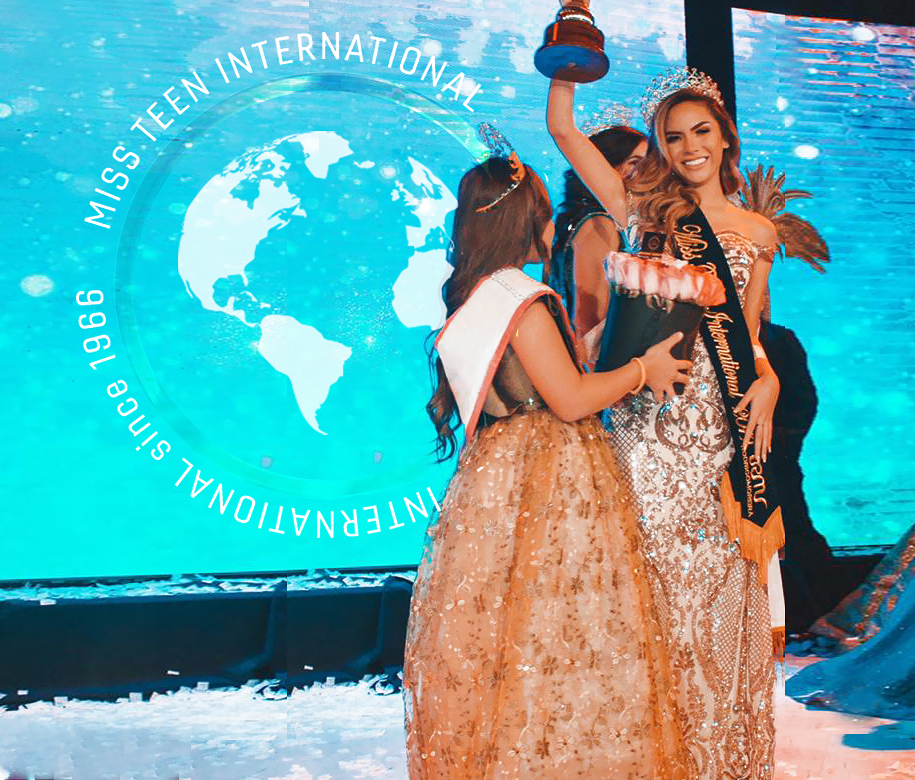
Miss Teen Internacional 2019 Luciana Begazo Peru
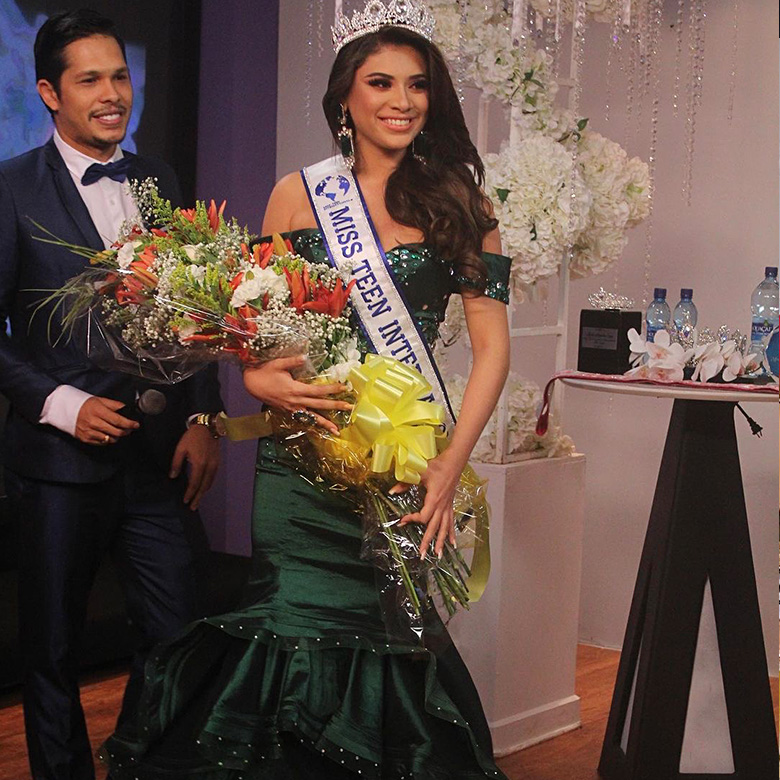
Miss Teen Internacional 2020, Alejandra Royo, Panamá
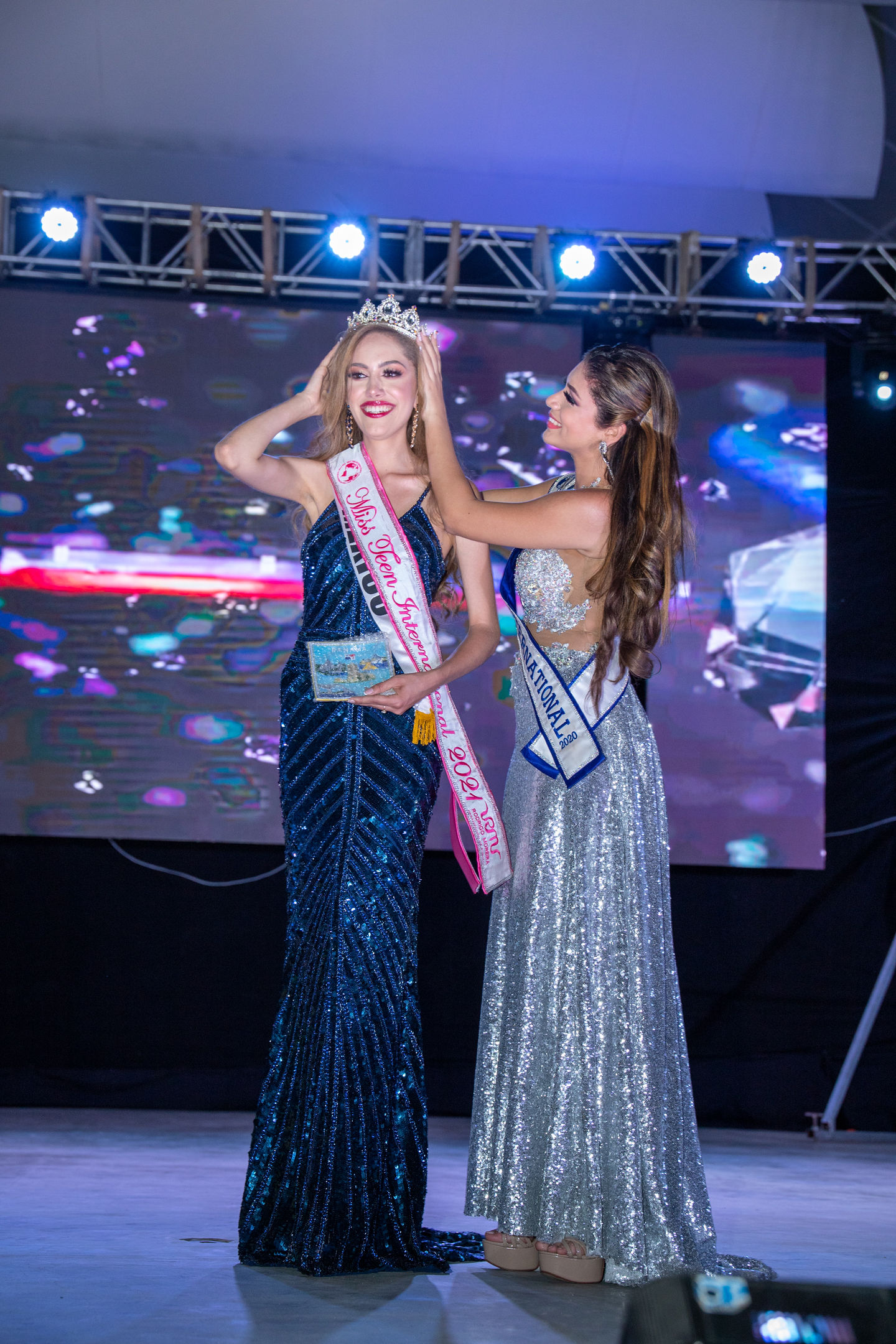
Miss Teen Internacional 2021, Aurora Villalobos, México
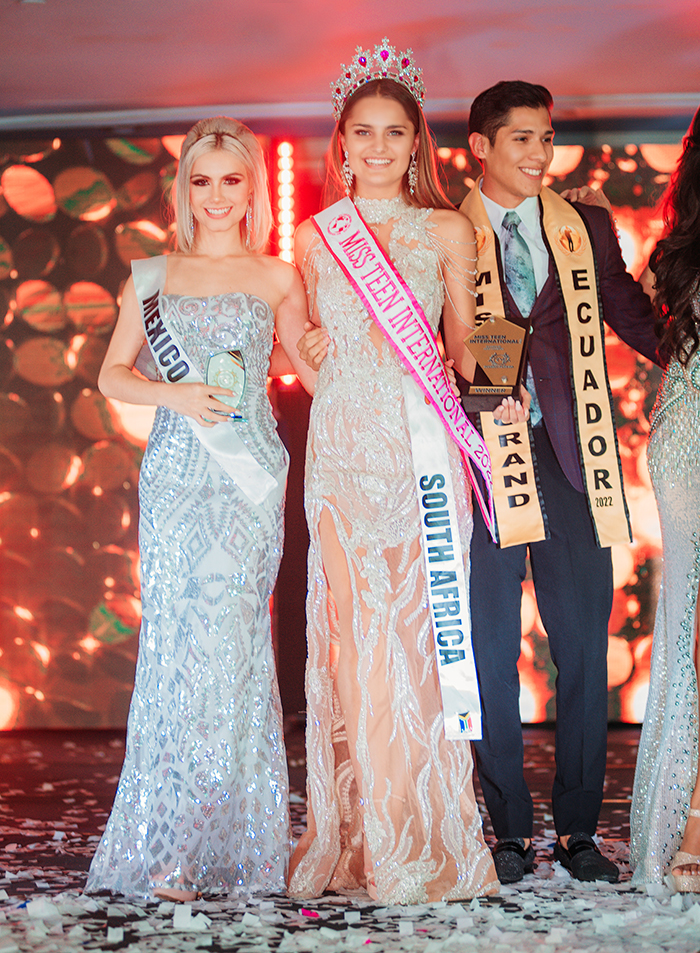
Miss Teen Internacional 2022, Yulienke Jacobs, África do Sul
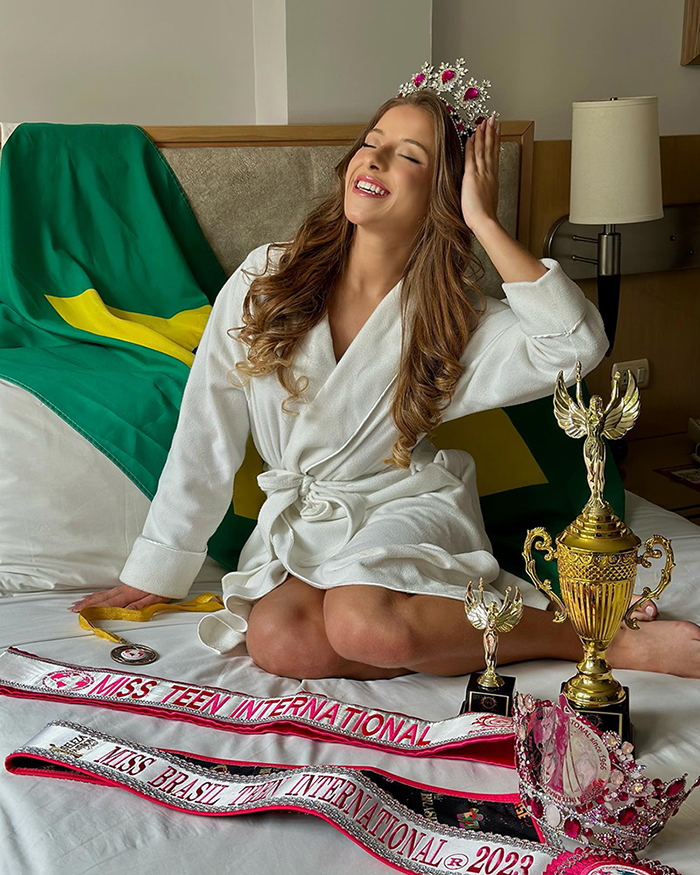
Miss Teen Internacional 2023, Éffora Consoli, Brasil

### Conquistas por País
| País       | Títulos | Vitórias                                 |
| Brasil     | 7       | 1994, 1996, 1998, 2008, 2013, 2018, 2023 |
| Porto Rico | 6       | 1997, 2001, 2006, 2012, 2015, 2017       |
| Costa Rica | 3       | 2002, 2003, 2009                         |
| Suécia     | 3       | 1966, 1993, 1995                         |
| México     | 2       | 2007, 2021                               |
| Aruba      | 2       | 1999, 2010                               |
| Peru       | 1       | 2019                                     |
| Paraguai   | 1       | 2014                                     |
| Nicarágua  | 1       | 2011                                     |
| Austrália  | 1       | 2004                                     |
| Curaçao    | 1       | 2000                                     |

## Desempenho Lusófono
Além do Brasil, apenas Portugal já participou da competição:

### Miss Teen International Brasil
O concurso que seleciona a representante do Brasil no concurso é o "Beleza Fashion".
| Ano  | Vencedora             | Estado             | Colocação              |
| 1994 | Ana Carina Góis       | São Paulo          | VENCEDORA              |
| 1995 | Isabel Cristina Silva | — 1                |                        |
| 1996 | Renata Cavazzana      | São Paulo          | VENCEDORA              |
| 1998 | Vanessa Martins       | Santa Catarina     | VENCEDORA              |
| 2002 | Juliana "July" Leon   | — 1                |                        |
| 2004 | Juliana Medeiros      | — 1                |                        |
| 2006 | Laínne Barrionuevo    | Paraná             | Semifinalista (Top 08) |
| 2007 | Flávia Parastchuk     | Paraná             |                        |
| 2008 | Isabele Sánchez       | Mato Grosso do Sul | VENCEDORA              |
| 2009 | Simona Borges         | São Paulo          | 2º. Lugar              |
| 2011 | Lucélia Pontes        | Alagoas            |                        |
| 2012 | Rebeca Mendes         | São Paulo          |                        |
| 2013 | Isabella Novaes       | São Paulo          | VENCEDORA              |
| 2014 | Andressa Gomes        | — 1                |                        |
| 2018 | Julia Hemza           | São Paulo          | VENCEDORA              |
| 2019 | Taynara Celine        | Minas Gerais       | 5º. Lugar              |
| 2023 | Effora Consoli        | Santa Catarina     | VENCEDORA              |

#### Observações
1. Não se sabe a origem da candidata.
2. O Brasil não participou nas edições de 93, 97, 99, 00, 01, 03, 10, 20, 21 e 22.

#### Prêmios Especiais
- Miss Simpatia: Simona Borges (2009), Lucélia Pontes (2011), Rebeca Mendes (2012) e Isabella Novaes (2013)

- Miss Fotogenia: Deise Caroline (2017)

- Miss Elegância: Renata Cavazzana (1996)

- Melhor em Biquini: Vanessa Martins (1998)

- Melhor Corpo: Lainne Barrionuevo (2006) e Simona Borges (2009)

- Melhor Traje Típico: Isabella Novaes (2013), Deise Caroline (2017) e Éffora Consoli (2023)[5]

### Miss Teen International Portugal
| Ano  | Vencedora       | Origem | Colocação              |
| 1994 | Deanna Ferreira | Lisboa |                        |
| 2004 | Nádia Lopes     | Lisboa | Semifinalista (Top 10) |

#### Prêmios Especiais
- Miss Teen Model: Nádia Lopes (2004)